# Аах
Аах (на немски: Aach) е град в админастративен окръг Фрайбург, район Констанц, в южната част на Баден-Вюртемберг, Германия.
Град Аах има 2166 жители (на 30 септември 2011) и площ от 10,69 км². Намира се в Хегау между Боденското езеро и Кантон Шафхаузен, на ок. 14 км югоизточно до границата с Швейцария. При град Аах извира карстовият извор Аахтопф (Aachtopf, Aachquelle).
Аах е споменат в документ за пръв път през 1100 г. От пр. 1100 до 1805 г. е господство на Свещената Римска империя. През 1150 г. се нарича Опидум Ах в Хеговия (Oppidum Ach in Hegovia). През 1283 г. Аах получава права на град от крал Рудолф I и за следващите векове е част от Горна Австрия. През 1805 г. преминава към Баден.